# 中部電力カーリング部
中部電力カーリング部（ちゅうぶでんりょくカーリングぶ）は、中部電力と分社化した中部電力パワーグリッド、中部電力ミライズの従業員で構成されるカーリングチームである。

## 概要
前身は2007年の春に結成された、中部電力長野支店の女子カーリングチームである。このチームは前年の2006年2月のトリノオリンピックに出場したチーム青森の活躍によって日本国内でカーリングの人気が高まったことに伴って、中部電力が社員の結束を高めることなどを目的に結成された。
それから約2年後の2009年4月に、18歳から20歳の女子選手4名で創部された。20歳以下であるため、このシーズンのみジュニア年代の大会にも出場した。創部初年度の2009-2010シーズンにおいて日本カーリング選手権大会で3位に入賞し、2年目の2010-2011シーズンには同選手権大会で優勝。2011-2012シーズンは日本ナショナルチームとして指定された。活動拠点は、軽井沢アイスパーク（風越公園内）。
2010年代は若い選手によって構成されたことからマスメディアからの注目度も高いが、個人への取材は全て拒否し、チームとしての取材もスポーツ報道のみを対象としている。
長野県内には同じく軽井沢を拠点していた女子カーリングチームであるチーム長野が長らく活動していたが、2010年4月末をもって解散している。

## 選手・スタッフ（2024年）
北澤育恵 （きたざわ いくえ） - フォース・スキップ
1996年10月12日生まれ。長野県佐久市出身。高校3年次の2014年5月より加入。中部電力佐久営業所勤務（2015年入社）。
松村千秋 （まつむら ちあき） - リザーブ
1992年10月26日生まれ。長野県軽井沢町出身。2011年4月より加入。中部電力上田営業所勤務（2011年4月入社）。
かつてはスキップ（兼フォース）を務めていたが、2018年シーズンよりサードに転向。2024年現在は谷田康真とペアを組むミックスダブルスに注力し、2023年世界ミックスダブルスカーリング選手権2位を獲得している。
北海道コンサドーレ札幌カーリングチームの松村雄太は兄。
中嶋星奈 （なかじま せいな） - サード
1997年12月2日生まれ。長野県軽井沢町出身。中部電力上田営業所勤務（2016年入社）。
石郷岡葉純 （いしごうおか はすみ） - リザーブ
1996年6月17日生まれ。青森県青森市出身。2014年に北澤と共に加入。中部電力長野営業所勤務（2015年入社）。
鈴木みのり （すずき みのり）- リード
2001年9月生まれ。長野県軽井沢町出身。2020年より加入。2019年度世界ジュニアカーリング選手権4位。
江並杏実 （えなみ あみ）- セカンド
1999年6月生まれ。長野県上田市出身。SC軽井沢クラブを経て2023年より移籍。2022年度日本カーリング選手権2位。
和田博明 （わだ ひろあき） - 部長
清水絵美 （しみず えみ） - マネージャー
1990年12月21日生まれ。長野県軽井沢町出身。2005年の第13回日本ジュニアカーリング選手権優勝（チーム掛川）。
中部電力用地部勤務（2009年4月入社）。北海道コンサドーレ札幌の清水徹郎は兄。
2017年シーズン限りで選手を引退。2018年シーズン以降は日本選手権などでリザーブメンバーとして登録。
両角友佑 （もろずみ ゆうすけ） - コーチ
2018年平昌オリンピック男子カーリング日本代表。自身の選手活動と並行して2018年12月よりコーチに就任。

### 過去の所属選手
市川美余 （いちかわ みよ） - サード
1989年6月28日生まれ。長野県軽井沢町出身。同部所属の清水絵美、佐藤美幸とは、カーリングチーム「wish」以来のチームメイト。2005年の第13回日本ジュニアカーリング選手権優勝（チーム掛川）。
中部電力上田営業所勤務（2008年4月入社）。2014年5月に退部。
佐藤美幸 （さとう みゆき） - フィフス
1989年12月26日生まれ。長野県軽井沢町出身。2005年の第13回日本ジュニアカーリング選手権優勝（チーム掛川）。また、2007年の第24回日本選手権ではチーム長野に5thとして参加し、決勝戦を含む複数の試合に出場、準優勝に貢献した。
中部電力佐久営業所勤務（2008年4月入社）。2014年5月に退部。
藤澤五月 （ふじさわ さつき） - スキップ
1991年5月24日生まれ。北海道北見市出身。
北見市のカーリングチーム「ステイゴールドII」で中学時代から頭角を表し、北見北斗高校1年から2年にかけ、ステイゴールドII のスキップとして第16回・第17回日本ジュニアカーリング選手権とパシフィックジュニアカーリング選手権2008・2009を連覇。2008年と2009年の世界ジュニアカーリング選手権に連続して出場し、参加10チーム中7位、同じく10位となる。
高校3年だった2009年8月に中部電力カーリング部に入部し、チームが結成された。最年少ながらここでもスキップをつとめる。
中部電力佐久営業所勤務（2010年4月入社）。
2015年4月に退社し、出身地のクラブチームであるロコ・ソラーレに移籍した。
| 略語 | 略語     |
| ---- | -------- |
| (S)  | スキップ |

| シーズン | フォース     | サード      | セカンド     | リード     | リザーブ   | コーチ     | 主な大会            |
| -------- | ------------ | ----------- | ------------ | ---------- | ---------- | ---------- | ------------------- |
| 2007–08  | 市川美余 (S) | 佐藤美幸    | 市川美佐     | 大岩聖奈   |            |            | JJCC 2007           |
| 2008–09  | 佐藤美幸 (S) | 市川美余    | 清水絵美     | 大岩聖奈   |            |            | JJCC 2008           |
| 2009–10  | 藤澤五月 (S) | 市川美余    | 清水絵美     | 佐藤美幸   |            |            | JCC 2010            |
| 2010–11  | 藤澤五月 (S) | 市川美余    | 清水絵美     | 佐藤美幸   | 土屋由加子 |            | JCC 2011            |
| 2011–12  | 藤澤五月 (S) | 市川美余    | 清水絵美     | 佐藤美幸   | 松村千秋   | 長岡はと美 | PACC 2011           |
| 2012–13  | 藤澤五月 (S) | 市川美余    | 清水絵美     | 松村千秋   | 佐藤美幸   | 長岡はと美 | JCC 2013, WWCC 2013 |
| 2013–14  | 藤澤五月 (S) | 市川美余    | 松村千秋     | 清水絵美   | 佐藤美幸   | 長岡はと美 | JCC 2014            |
| 2014–15  | 藤澤五月 (S) | 清水絵美    | 松村千秋     | 北澤育恵   | 石郷岡葉純 |            | JCC 2015            |
| 2015–16  | 清水絵美     | 松村千秋(S) | 石郷岡葉純   | 北澤育恵   |            |            | KICC 2015           |
| 2016–17  | 松村千秋 (S) | 清水絵美    | 北澤育恵     | 石郷岡葉純 | 中嶋星奈   |            | JCC 2017            |
| 2017–18  | 松村千秋 (S) | 北澤育恵    | 中嶋星奈     | 石郷岡葉純 | 清水絵美   |            | JCC 2018            |
| 2018–19  | 北澤育恵     | 松村千秋    | 中嶋星奈 (S) | 石郷岡葉純 | 清水絵美   | 両角友佑   | JCC 2019            |
| 2019–20  | 北澤育恵     | 松村千秋    | 中嶋星奈 (S) | 石郷岡葉純 | 清水絵美   | 両角友佑   | PACC 2019, JCC 2020 |
| 2020–21  | 北澤育恵     | 松村千秋    | 中嶋星奈 (S) | 石郷岡葉純 | 鈴木みのり | 両角友佑   | JCC 2021            |
| 2021-22  | 北澤育恵 (S) | 中嶋星奈    | 鈴木みのり   | 石郷岡葉純 | 松村千秋   | 両角友佑   | WWCC 2022           |
| 2022-23  | 北澤育恵 (S) | 中嶋星奈    | 鈴木みのり   | 石郷岡葉純 | 松村千秋   | 両角友佑   | JCC 2023            |
| 2023-24  | 北澤育恵 (S) | 中嶋星奈    | 江並杏実     | 鈴木みのり | 石郷岡葉純 | 両角友佑   | JCC 2024            |
| 2024-25  | 北澤育恵 (S) | 中嶋星奈    | 江並杏実     | 鈴木みのり | 石郷岡葉純 | 両角友佑   |                     |

## 戦績
| 大会 / シーズン          | 大会 / シーズン          | 2009–10 | 2010–11 | 2011–12 | 2012–13 | 2013–14 | 2014–15 | 2015-16 | 2016–17 | 2017–18 | 2018–19 | 2019–20 | 2020–21 | 2021–22 | 2022–23 | 2023–24 |
| ------------------------ | ------------------------ | ------- | ------- | ------- | ------- | ------- | ------- | ------- | ------- | ------- | ------- | ------- | ------- | ------- | ------- | ------- |
| 世界選手権               | 世界選手権               |         |         |         | 7       |         |         |         |         |         | 4       |         |         | 7       |         |         |
| パシフィックアジア選手権 | パシフィックアジア選手権 |         |         | 4       | 2       |         |         |         |         |         |         | 2       |         |         |         |         |
| 日本選手権               | 日本選手権               | 3       | 1       | 1       | 1       | 1       | 6       |         | 1       | 3       | 1       | 2       | 3       | 2       | 3       | 3       |
| 中部選手権               | 中部選手権               |         |         | 1       | 1       |         |         | Q       |         |         |         |         |         |         |         |         |
| 関東・中部ジュニア       | 関東・中部ジュニア       | 1       | 1       |         |         |         |         |         |         |         |         |         |         |         |         |         |

以下は抜粋である。より詳細な戦績は公式サイトを参照のこと。

### 2009-2010シーズン
- カナダ遠征（ワールドカーリングツアー2試合参戦）
- 12月2日-6日：第18回日本ジュニアカーリング選手権大会（長野県軽井沢町）出場、参加8チーム中3位[33]。
- 3月6日-11日：第27回日本カーリング選手権（北海道北見市常呂）出場、参加9チーム中3位[34]。

### 2010-2011シーズン
- カナダ遠征（ワールドカーリングツアー4試合参戦）
- 1月26日-30日：軽井沢国際カーリング選手権2011出場、参加8チーム中2位。
- 2月8日-13日：第28回日本カーリング選手権（北海道名寄市）出場、優勝（参加8チーム）[35]

### 2011-2012シーズン
- 8月20日-28日：ウィンターゲームズ・ニュージーランド2011出場、参加5チーム中3位
- カナダ遠征（ワールドカーリングツアー3試合参戦、5位1回）
- 11月19日-26日：2011年パシフィックアジアカーリング選手権（中国）出場、4位（参加4か国）
- 1月25日-29日：軽井沢国際カーリング選手権2012出場
- 2月9日-14日：第29回日本カーリング選手権（青森県青森市）出場、優勝（参加8チーム）

### 2012-2013シーズン
- ノルウェー・カナダ遠征（ワールドカーリングツアー3試合参戦、シャムロック・ショットガンでツアー初優勝、ほか5位1回、9位1回）
- 10月22日-26日：2012年パシフィックアジアカーリング選手権女子日本代表決定戦、優勝（参加3チーム）
- 11月18日-25日：2012年パシフィックアジアカーリング選手権（ニュージーランド）出場、2位（参加6か国）
- 2月12日-17日：第30回日本カーリング選手権（北海道札幌市）出場、優勝（参加8チーム）
- 3月16日-24日：2013年世界女子カーリング選手権（ラトビア）出場、7位（参加12か国）
- 4月18日-21日：軽井沢国際カーリング選手権2013出場

### 2013-2014シーズン
- 9月11日-17日：ソチオリンピックカーリング世界最終予選女子日本代表決定戦（兼2013年パシフィックアジアカーリング選手権女子日本代表決定戦）、2位（参加4チーム）
- 3月2日-9日：第31回日本カーリング選手権（長野県軽井沢町）出場、優勝（参加9チーム）

### 2014-2015シーズン
- 7月18日-21日：2014アドヴィックスカップ（北海道北見市）出場、4位（参加16チーム）
- 9月10日-15日：2014年パシフィックアジアカーリング選手権女子日本代表決定戦（長野県軽井沢町）出場、3位（参加4チーム）
- 12月18日-21日：軽井沢国際カーリング選手権2014出場
- 2月8日-15日：第32回日本カーリング選手権（北海道北見市）出場、6位（参加9チーム）

### 2015-2016シーズン
- 12月17日-20日：軽井沢国際カーリング選手権2015出場

### 2016-2017シーズン
- 7月15日-18日：2016アドヴィックスカップ（北海道北見市）出場、予選敗退（参加16チーム）
- 1月30日-2月5日：第34回日本カーリング選手権（長野県軽井沢町）出場、優勝（参加9チーム）

### 2017-2018シーズン
- 7月14日-17日：2017アドヴィックスカップ（北海道北見市）出場、予選敗退（参加16チーム）
- 9月8日-10日：平昌オリンピック日本代表決定戦（北海道北見市）出場、敗退（参加2チーム）
- 12月13日-17日：軽井沢国際カーリング選手権2017出場
- 1月28日-2月4日：第35回日本カーリング選手権（北海道名寄市）出場、3位（参加9チーム）

### 2018-2019シーズン
- 2月11日-17日：第36回日本カーリング選手権（北海道札幌市）出場、優勝（参加9チーム）
- 3月16日-24日：2019年世界女子カーリング選手権（デンマーク）出場、4位（参加13か国）

### 2019-2020シーズン
- 8月1日-4日：2019どうぎんカーリングクラシック出場
- 8月9日-12日：アドヴィックスカップ2019出場
- 11月2日-9日：2019年パシフィックアジアカーリング選手権（中華人民共和国）出場、準優勝（参加8か国）
- 12月19日-22日：軽井沢国際カーリング選手権2019出場
- 2月8日-16日：第37回日本カーリング選手権（長野県軽井沢町）出場、準優勝（参加9チーム）[36]

### 2020-2021シーズン
- 2月7日-14日：第38回日本カーリング選手権（北海道稚内市）出場、3位（参加7チーム）

### 2021-2022シーズン
- 3月19日-27日：2022年世界女子カーリング選手権（カナダ）出場、7位（参加13か国）
- 5月21日-29日：第39回日本カーリング選手権（北海道北見市）出場、2位（参加9チーム）

### 2022-2023シーズン
- 1月28日-2月5日：第40回日本カーリング選手権（北海道北見市）出場、3位（参加9チーム）

### 2023-2024シーズン
- 1月27日-2月4日：第41回日本カーリング選手権大会（北海道札幌市）出場、3位（参加10チーム）[37]

### ワールドカーリングツアー

#### グランドスラム
ワールドカーリングツアーにおける最高峰の大会シリーズであるグランドスラムの成績。
| 略語の説明 | 略語の説明         |
| ---------- | ------------------ |
| C          | 優勝               |
| F          | 準優勝             |
| SF         | ベスト4            |
| QF         | ベスト6・ベスト8   |
| R16        | ベスト16           |
| Q          | 予選敗退           |
| T2         | ティア2（2部）出場 |
| DNP        | 大会不参加         |
| N/A        | 開催せず           |

| 大会 / シーズン  | 2013-14 | 14-15 | 15-16 | 16–17 | 17–18 | 18–19 | 19–20 | 20–21 | 21–22 | 22–23 | 23–24 | 24–25 | 通算成績 |
| ---------------- | ------- | ----- | ----- | ----- | ----- | ----- | ----- | ----- | ----- | ----- | ----- | ----- | -------- |
| マスターズ       | Q       | DNP   | DNP   | DNP   | DNP   | DNP   | DNP   | N/A   | DNP   | DNP   | DNP   |       | 0-4      |
| ツアーチャレンジ | N/A     | N/A   | DNP   | DNP   | DNP   | DNP   | DNP   | N/A   | N/A   | DNP   | T2    | T2    | 0-0      |
| 勝–負            | 0-4     | 0-0   | 0-0   | 0-0   | 0-0   | 0-0   | 0-0   | 0-0   | 0-0   | 0-0   | 0-0   | 0-0   | 0-4      |

#### 旧グランドスラム
| 大会 / シーズン  | 2011–12 | 2012–13 | 2013–14 | 2014–15 |
| ---------------- | ------- | ------- | ------- | ------- |
| マニトバ・ロト   | Q       | DNP     | Q       | DNP     |
| オータムゴールド | DNP     | DNP     | Q       | SF      |